# Spectriforma spinulifera
Spectriforma spinulifera is een rechtvleugelig insect uit de familie Morabidae. De wetenschappelijke naam van deze soort is voor het eerst geldig gepubliceerd in 1977 door Key.